# اس‌اس هیدروس
اس‌اس هیدروس (به انگلیسی: SS Hydrus) یک کشتی بود که طول آن ۴۱۶ فوت ۰ اینچ (۱۲۶٫۸ متر) و ارتفاع آن ۲۸ فوت ۰ اینچ (۸٫۵ متر) بود. این کشتی در سال ۱۹۰۳ ساخته شد.